# Jeff Judkins
Jeffrey Reed "Jeff" Judkins (Salt Lake City, Utah, 23 de marzo de 1956) es un exjugador y entrenador de baloncesto estadounidense que jugó cinco temporadas en la NBA. Con 1,98 metros de estatura, lo hacía en la posición de alero. Entre 2001 y 2022 ejerció como entrenador del equipo femenino de las Cougars de la Universidad Brigham Young.

## Trayectoria deportiva

### Universidad
Jugó durante cuatro temporadas con los Utes de la Universidad de Utah, en las que promedió 16,1 puntos y 5,8 rebotes por partido. En sus tres últimas temporadas fue incluido en el mejor quinteto de la Western Athletic Conference. Es el jugador de los Utes que más minutos por partido ha jugado en una temporada a lo largo de toda la historia, con 38,0 en 1977.

### Profesional
Fue elegido en la trigésima posición del Draft de la NBA de 1978 por Boston Celtics, y su primera temporada en el equipo sería a la postre la mejor de toda su carrera, promediando 8,8 puntos y 2,4 rebotes por partido.
Al año siguiente Bill Fitch sustituyó en el banquillo a Dave Cowens, y el cambio no le vino nada bien a Judkins, que vio reducidos sus minutos a la mitad, acabando la temporada con 5,4 puntos y 1,0 rebotes por partido.
Antes del comienzo de la temporada 1980-81 se produjo un draft de expansión por la llegada de un nuevo equipo a la liga, los Dallas Mavericks, quienes lo seleccionaron, pero fonalmente no contaron con él, firmando semanas después como agente libre por el equipo de su ciudad natal, los Utah Jazz. Allí dio minutos de descanso al titular Adrian Dantley, jugando poco más de 10 minutos por partido para promediar 4,7 puntos y 4,9 rebotes.
Al término de la temporada fue traspasado a Detroit Pistons a cambio de una futura tercera ronda del draft. Pero en los Pistons fue uno de los jugadores con menos minutos de juego, saliendo únicamente en 30 partidos a la pista, promediando 2,6 puntos y 1,1 rebotes. al año siguiente Portland Trail Blazers se interesa por él, y los Pistons deciden no ejercer sus derechos a cambio de una compensación en forma de una futura ronda del draft. Pero en Portland se repite la historia, contando muy poco para su entrenador Jack Ramsay, que lo alinea en 34 partidos en los que promedia 3,4 puntos y 1,3 rebotes, antes de ser cortado en el mes de marzo, retirándose definitivamente.

### Entrenador
Al término de su carrera, regresa a la Universidad de Utah, donde ejerce funciones de entrenador asistente y de ojeador, siendo el artífice de la consecución de jugadores como Keith Van Horn, Andre Miller, Mike Doleac o Hanno Mottola entre muchos otros. En 2000 ficha como asistente del equipo femenino de la Universidad Brigham Young, y al año siguiente se hace cargo del equipo como entrenador principal, puesto que ocupó hasta 2022.

## Estadísticas de su carrera en la NBA

### Temporada regular
| Temporada | Edad | Equipo                 | Liga | P   | TIT | MIN  | TC  | TCA | %TC  | 3P  | 3PA | %3P  | TL  | TLA | %TL  | R.OF. | R.DEF. | REB | ASIS | ROB | TAP | PER | FP  | PTS |
| 1978-79   | 22   | Boston Celtics         | NBA  | 81  |     | 18.8 | 3.6 | 7.2 | .503 |     |     |      | 1.5 | 1.8 | .815 | 0.9   | 1.5    | 2.4 | 1.8  | 1.0 | 0.1 | 1.3 | 2.3 | 8.8 |
| 1979-80   | 23   | Boston Celtics         | NBA  | 65  | 0   | 10.4 | 2.1 | 4.2 | .504 | 0.2 | 0.4 | .407 | 1.0 | 1.2 | .816 | 0.5   | 0.5    | 1.0 | 0.7  | 0.4 | 0.1 | 0.8 | 1.4 | 5.4 |
| 1980-81   | 24   | Utah Jazz              | NBA  | 62  |     | 10.7 | 1.5 | 3.5 | .426 | 0.1 | 0.5 | .321 | 0.7 | 0.8 | .882 | 0.5   | 1.0    | 1.5 | 1.0  | 0.3 | 0.0 | 0.5 | 1.4 | 3.8 |
| 1981-82   | 25   | Detroit Pistons        | NBA  | 30  | 0   | 8.4  | 1.0 | 2.7 | .383 | 0.0 | 0.3 | .100 | 0.5 | 0.9 | .615 | 0.5   | 0.7    | 1.1 | 0.5  | 0.2 | 0.2 | 0.3 | 1.1 | 2.6 |
| 1982-83   | 26   | Portland Trail Blazers | NBA  | 34  | 0   | 9.1  | 1.1 | 2.6 | .443 | 0.1 | 0.2 | .250 | 0.7 | 0.9 | .833 | 0.5   | 0.7    | 1.3 | 0.5  | 0.4 | 0.1 | 0.5 | 1.1 | 3.1 |
| Total     |      |                        | NBA  | 272 | 0   | 12.6 | 2.2 | 4.6 | .478 | 0.1 | 0.4 | .315 | 1.0 | 1.2 | .812 | 0.6   | 1.0    | 1.6 | 1.0  | 0.5 | 0.1 | 0.8 | 1.6 | 5.4 |

### Playoffs
| Temporada | Edad | Equipo         | Liga | P | MIN | TCA | TC | 3PA | 3P | TLA | TL | R.OF. | REB | ASIS | ROB | TAP | PER | FP | PTS | %TC  | %3P  | %FT | MIN | PTS | REB | AST |
| 1979-80   | 23   | Boston Celtics | NBA  | 7 | 10  | 4   | 8  | 1   | 3  | 0   | 0  | 3     | 4   | 0    | 1   | 0   | 0   | 0  | 9   | .500 | .333 |     | 1.4 | 1.3 | 0.6 | 0.0 |
| Total     |      |                | NBA  | 7 | 10  | 4   | 8  | 1   | 3  | 0   | 0  | 3     | 4   | 0    | 1   | 0   | 0   | 0  | 9   | .500 | .333 |     | 1.4 | 1.3 | 0.6 | 0.0 |